# Ярослав Мудрий (срібна монета)
«Яросла́в Му́дрий» — пам'ятна срібна монета номіналом 10 гривень, випущена Національним банком України, присвячена державному діячу, великому князю київському Ярославу Мудрому (1015—1054), за часів правління якого Київська Русь укріпила та розширила свої кордони, зміцнилося міжнародне становище держави, було засновано Київську митрополію, розроблено збірку законів давньоруського права, досягла найвищого розвитку давньоруська культура.
Монету введено в обіг 26 лютого 2001 року. Вона належить до серії «Княжа Україна».

## Опис монети та характеристики
| Номінал грн. | Метал            | Маса, г      | Діаметр, мм | Якість виготовлення | Гурт     | Тираж, штук |
| ------------ | ---------------- | ------------ | ----------- | ------------------- | -------- | ----------- |
| 10           | срібло 925 проби | 31,1 / 33,62 | 38,61       | пруф                | рифлений | 3 000       |

### Аверс
На аверсі монети в обрамленні давньоруського орнаменту, відтвореного з орнаменту на саркофазі Ярослава Мудрого, зображено малий Державний Герб України та стилізовані написи: «2001», «УКРАЇНА», «10», «ГРИВЕНЬ» та логотип Монетного двору, позначення металу, його проби — «Ag 925» та вага в чистоті — «31,1».

### Реверс
На реверсі монети зображено Ярослава Мудрого із збіркою законів у руці з написом у два рядки «ПРАВДА РУСЬСКАЯ» на тлі мозаїчного зображення обличчя Оранти (ліворуч) та собору (праворуч), а також стилізовані написи зверху в два рядки: «ЯРОСЛАВ», «1015», «МУДРИЙ», «1054» та знизу в два рядки: «КНЯЖА УКРАЇНА».

## Автори

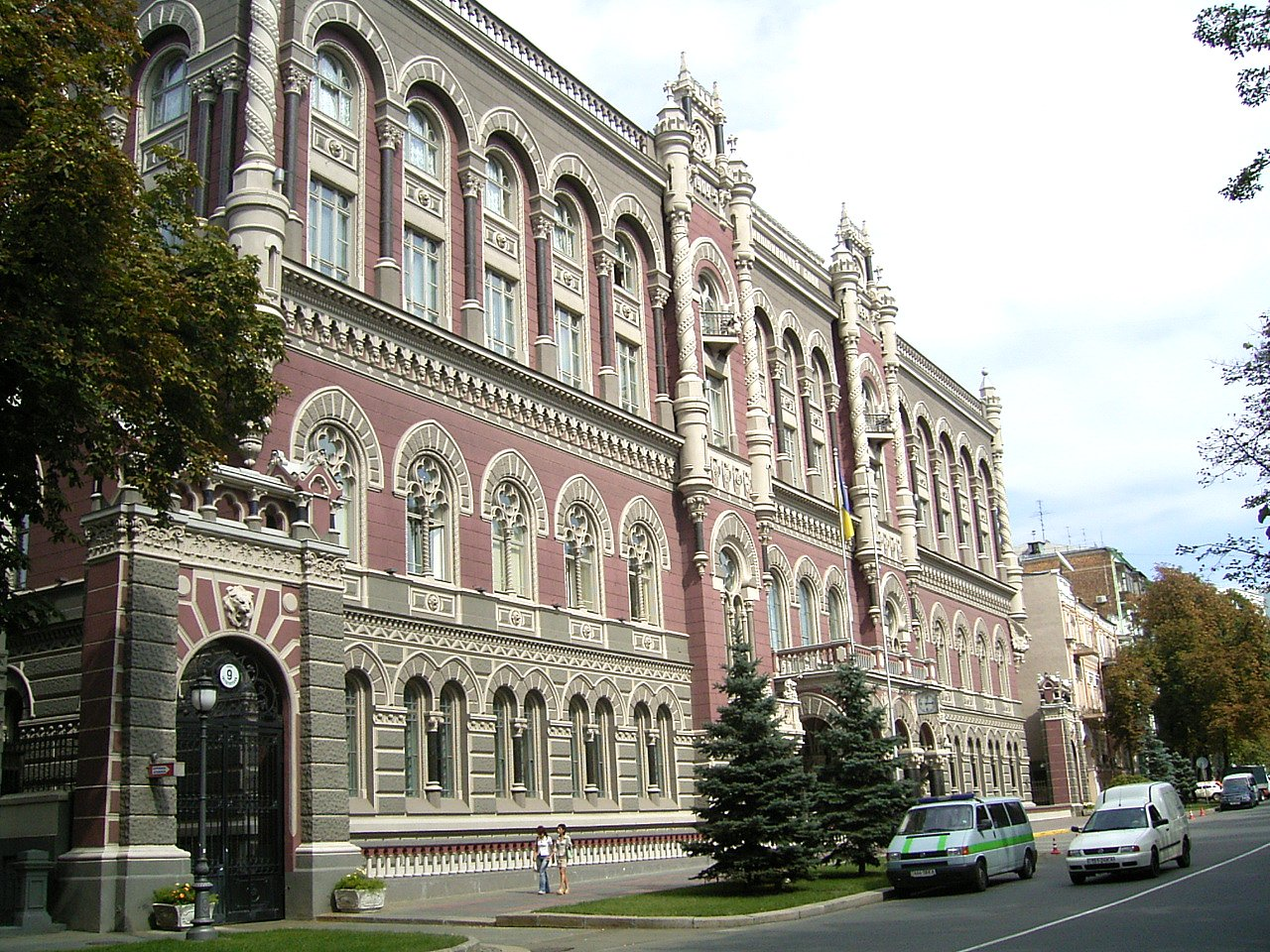
Будівля Національного банку України

- Художники: Козаченко Віталій, Таран Володимир, Харук Олександр, Харук Сергій.
- Скульптор — Дем'яненко Володимир.

## Вартість монети
Ціна монети — 575 гривень була вказана на сайті Національного банку України в 2012 році.
Фактична приблизна вартість монети, з роками змінювалася так:
| Рік        | 2010   | 2011   | 2012   | 2013   | 2014   | 2015   | 2016   | 2017   | 2018   | 2019  |
| ---------- | ------ | ------ | ------ | ------ | ------ | ------ | ------ | ------ | ------ | ----- |
| Ціна, грн. | 9 000  | 9 000  | 9 000  | 7 500  | 7 800  | 5 550  | 12 500 | 12 500 | 17 000 | 9 800 |
| Рік        | 2020   | 2021   | 2022   | 2023   | 2024   | 2025   |        |        |        |       |
| Ціна, грн. | 11 100 | 11 100 | 11 000 | 12 000 | 14 400 | 14 100 |        |        |        |       |